# Piet Heinkade
 (juin 2023).
Si vous disposez d'ouvrages ou d'articles de référence ou si vous connaissez des sites web de qualité traitant du thème abordé ici, merci de compléter l'article en donnant les références utiles à sa vérifiabilité et en les liant à la section « Notes et références ».

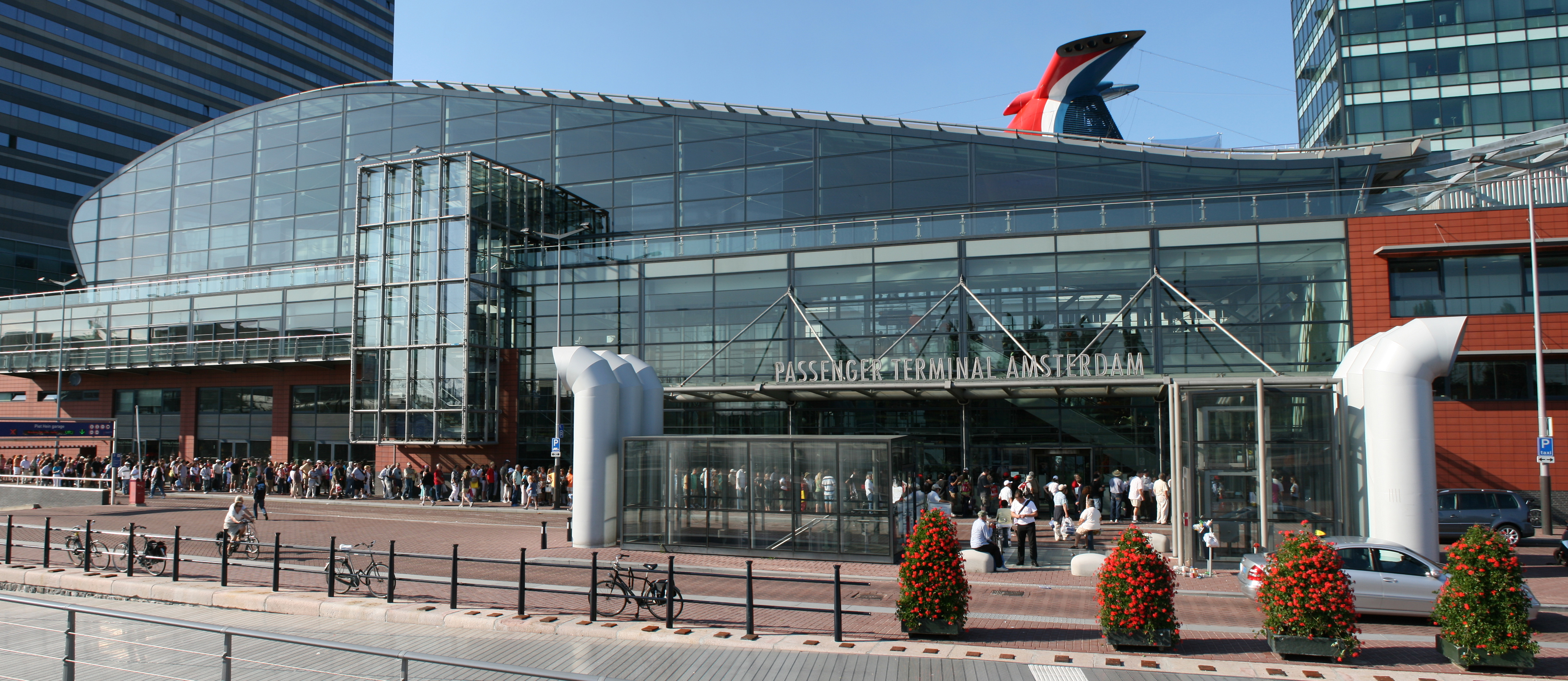
Vue du Terminal de Passagers d'Amsterdam destiné aux voyageurs de croisières.

Le Piet Heinkade est une avenue d'Amsterdam.

## Situation et accès
Elle est située au cœur du Oostelijk Havengebied, dans l'arrondissement de Centrum. 

## Origine du nom
La voie est baptisée en l'honneur de l'officier de marine néerlandais Piet Hein (1577-1629), vice-amiral de la Compagnie néerlandaise des Indes occidentales. 

## Historique
Elle prend son nom actuel en 1919.
Depuis la réhabilitation du quartier dans les années 1990, l'avenue fait office d'axe de circulation principal dans une zone qui abrite aujourd'hui plusieurs hôtels de luxe, le Muziekgebouw aan 't IJ ainsi que le Passenger Terminal Amsterdam, terminal d'embarquement pour paquebots. Elle croise entre autres le Jan Schaeferbrug, qui assure la liaison avec Java-eiland.